# Ізіповка
Ізі́повка (рос. Изиповка) — присілок у складі Котельницького району Кіровської області, Росія. Входить до складу Чистопольського сільського поселення.
Населення становить 7 осіб (2010, 10 у 2002).
Національний склад станом на 2002 рік — росіяни 100 %.